# Nepenthes khasiana
Espèce
Classification phylogénétique
Statut CITES
Nepenthes khasiana est une plante carnivore endémique de la région du Meghalaya en Inde du Nord-est. C'est le seul népenthès du sous-continent Indien et des contreforts de l'Himalaya. Sa distribution très localisée en fait une espèce vulnérable dans son habitat naturel.

## Étymologie et Folklore
Le mot Khasiana vient des Khasi Hills, montagnes arborées de cette région de l'Inde.
De nombreuses légendes entourent la plante, et les populations locales l'appellent fleur du démon ou panier du diable au regard de sa morphologie étonnante.